# Себастијан Берета
Себастијан Берета (Нови Град, 1990) је босанскохерцеговачки класични музичар, флаутиста, и професор, који живи и ради у Француској.

## Биографија
Себастијан је завршио музичку школу у Приједору, затим се са 18 година преселио у Београд, где је уписао средњу музичку школу "Војислав Вучковић" одсек флаута, у класи Данијеле Бајић. Завршио је Музичку академију у Бордоу, затим конзерваторијум Руељ Мамезон, и Национални Конзерваторијум у Паризу, у класи Јана де Вина. Наступао је са Атлантским оркестром и неким од најзначајнијих имена модерне класичне музике широм Француске. Са колегом Арноом Кондеом, фаготистом, наступао је у ансамблу "Посејдон". Радио је као професор флауте у Бордоу, и у конзерваторијуму "Патрисија Петибон" у Монтаржјеу. Појавио се у улози свирача Бакингема у новом филму Диминог класика "Три мускетара - Дартањан"(2023). Неколико пута је наступао на Балкану, у Бања Луци, Требињу, Охриду и Подгорици.